# Kofallets naturreservat
Kofallets naturreservat är ett naturreservat i Lindesbergs kommun i Örebro län.
Området är naturskyddat sedan 2019 och är 40 hektar stort. Reservatet ligger söder om Fellingsbro och består av granskog, på ställen försumpad, och har inslag av gammal asp och björk.